# Едикт Каракалли

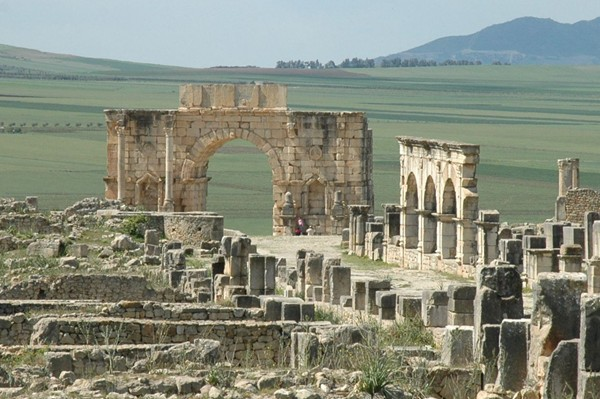
Тріумфальна арка, зведена у місті Волюбіліс в честь видання едикту Каракалли

Едикт Каракалли ( лат. Constitutio Antoniniana) — указ, виданий імператором Аврелієм Антоніном Марком у 212 р. який встановив надання римського громадянства всім жителям імперії, за винятком тих, що здалися. Грецький текст конституції прийшов до нас через папірус, який зберігається в музеї Гіссен, Німеччина.

## Історія створення
В римському суспільстві з часом відбувалось зближення між civis, latini та peregrini. Верхівка суспільства мала свій інтерес у цьому зближенні, адже він сприяв розвитку та зміцненню цивільних та торгових відносин у всіх підкорених землях. Останнім кроком у зближенні і виявилась Конституція Каракалли. Розповсюдження права громадянства на все вільне населення, окрім dediticii, потягло за собою розповсюдження римського права на всю територію імперії. 

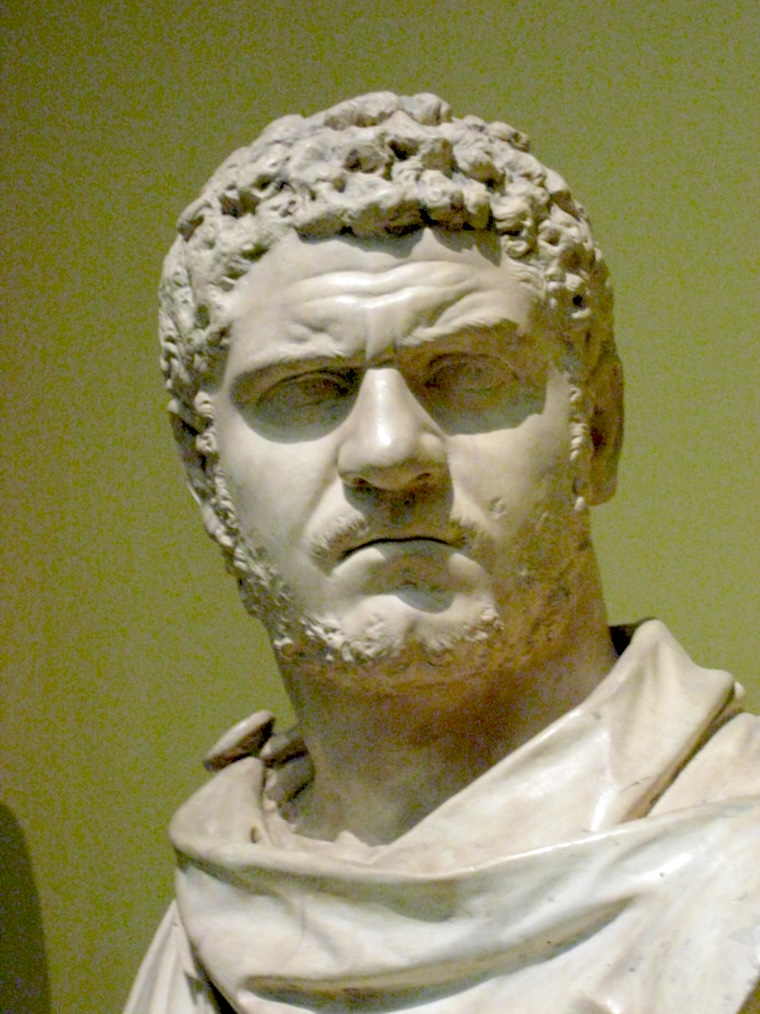
Марк Аврелій Север Антонін

Після вбивства свого брата — співправителя Гети, Каракалла в знак вдячності богам за спасіння вирішив долучити в якості гідних громадян все населення імперії до культу богів. Про це свідчить текст з папірусу: «Імператор Цезар Марк Аврелій Север Антонін Август каже:…я подякував безсмертним богам, що вони цією перемогою … мене зберегли неушкодженим. Я вважаю, що я найкращим і найбільш благочестивим чином задовольню веління богів, якщо я всіх чужинців, коли б вони не увійшли в коло моїх підданих, долучитися до вшанування наших богів. Отже, я дарую всім чужинцям у всьому всесвіті римське право громадянства, за винятком тих, хто походить від тих, хто здався. При цьому я зберігаю всі державно-правові відмінності існуючих громад»

## Причини створення
Вважається, що прийняттям едикту, римське керівництво сподівалось уніфікувати податкову систему та збільшити кількість податків. Також, існує низка інших причин для ухвалення цієї конституції. Перш за все, складність державного бюджету, заснованого на різних феодальних та грошових повинностях, вимагала реформ, направлених на впорядкування великого фінансового господарства імперії. Тривала бюрократизація імперії також вимагала встановлення єдиного типу підданих. Для того, щоб державний апарат діяв чітко, він повинен був будуватись якомога простіше, і це, можливо, також зіграло роль у прийнятті цього рішення. Врешті—решт, мали значення і чисто політичні міркування. Провінції тепер були важливою та органічною частиною імперії, а не лише додатком до неї. В останній період імперії адміністративний поділ був проведений по географічному принципу. Поділ на громадян та не громадян вносив лише безлад у справи. Діон Кассій стверджує, що метою цього едикту було стягнути більші податки з мешканців імперії, адже лише громадяни сплачували податки: «Він вимагав від багатих громадян і від общин дари, впровадив різні податки і податок в розмірі десятої частини, замість двадцятої на звільнення рабів, на спадок та заповіти, оскільки він відмінив право спадкування і вилучення від податків, які давались в подібних випадках тим, хто був тісно пов'язаний з померлим. Заради цього він зробив все населення своєї держави римським громадянами, на словах висловлюючи їм честь, а на ділі бажаючи таким чином збільшити свої доходи, оскільки не громадяни не повинні були платити більшість тих податків».

## Поняття дедитиції
В римському законодавстві немає чіткого юридичного визначення «dediticii». Цей термін виник в період завоювань та застосовувався до суперника, який здався після тривалого супротиву. Dediticii могли бути лише недавно підкорені варвари. Іншою категорією dediticii могли бути також і вільновідпущеники. По мірі того, як римські завоювання підходили до кінця, ця категорія ставала все меншою, і в період прийняття Каракаллою едикту, можна припустити, що dediticii існували в незначній кількості.